# Shiba Dai-jingū
Shiba Dai-jingū (jap. 芝大神宮) – chram shintō w tokijskiej dzielnicy  Minato, w Japonii.

## Historia
Chram powstał za panowania cesarza Ichijō w 1005 roku ku czci kami Amaterasu i Ukemochi. 
Początkowo chram nazywał się Iikura Shinmei-gū i Shiba Shinmei-gū. Potem znajdował się pod patronatem siogunatu Tokugawa jako odpowiednik Wielkiego Chramu Ise-jingū dla regionu Kantō. Wielokrotnie płonął i był odbudowywany. Obecną nazwę chram otrzymał w 1872 roku. Trzęsienie ziemi w Kantō (1923) spowodowało zniszczenie wszystkich budynków. Odbudowa trwała od 1927 do 1938, ale w maju 1945 chram znowu spłonął w wyniku bombardowania Tokio. Rekonstrukcja chramu trwała z przerwami od 1947 do 2005.

## Galeria

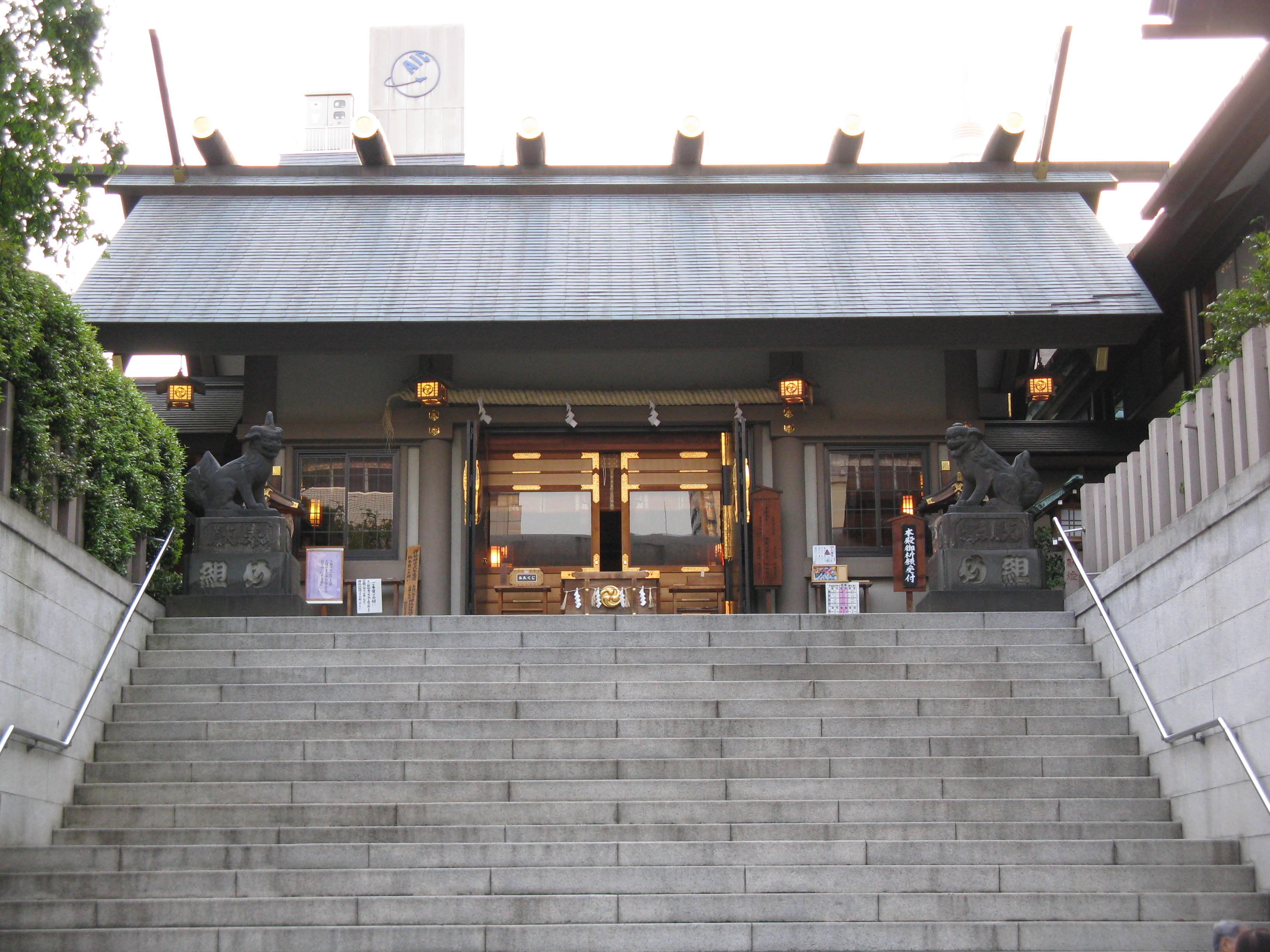
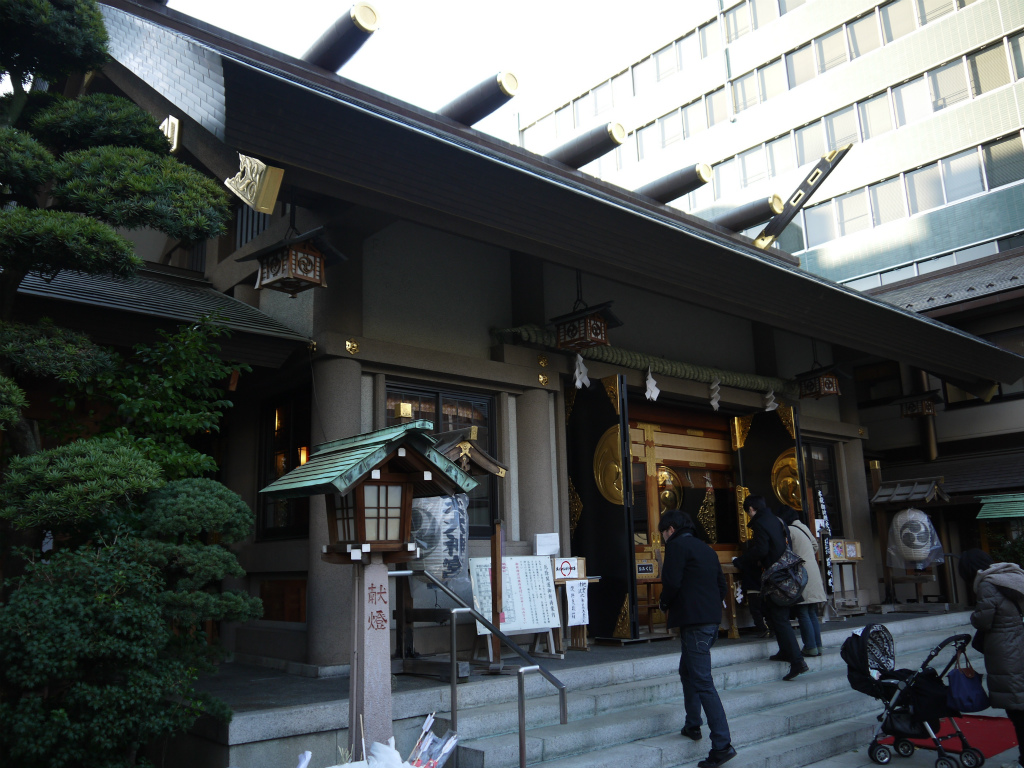
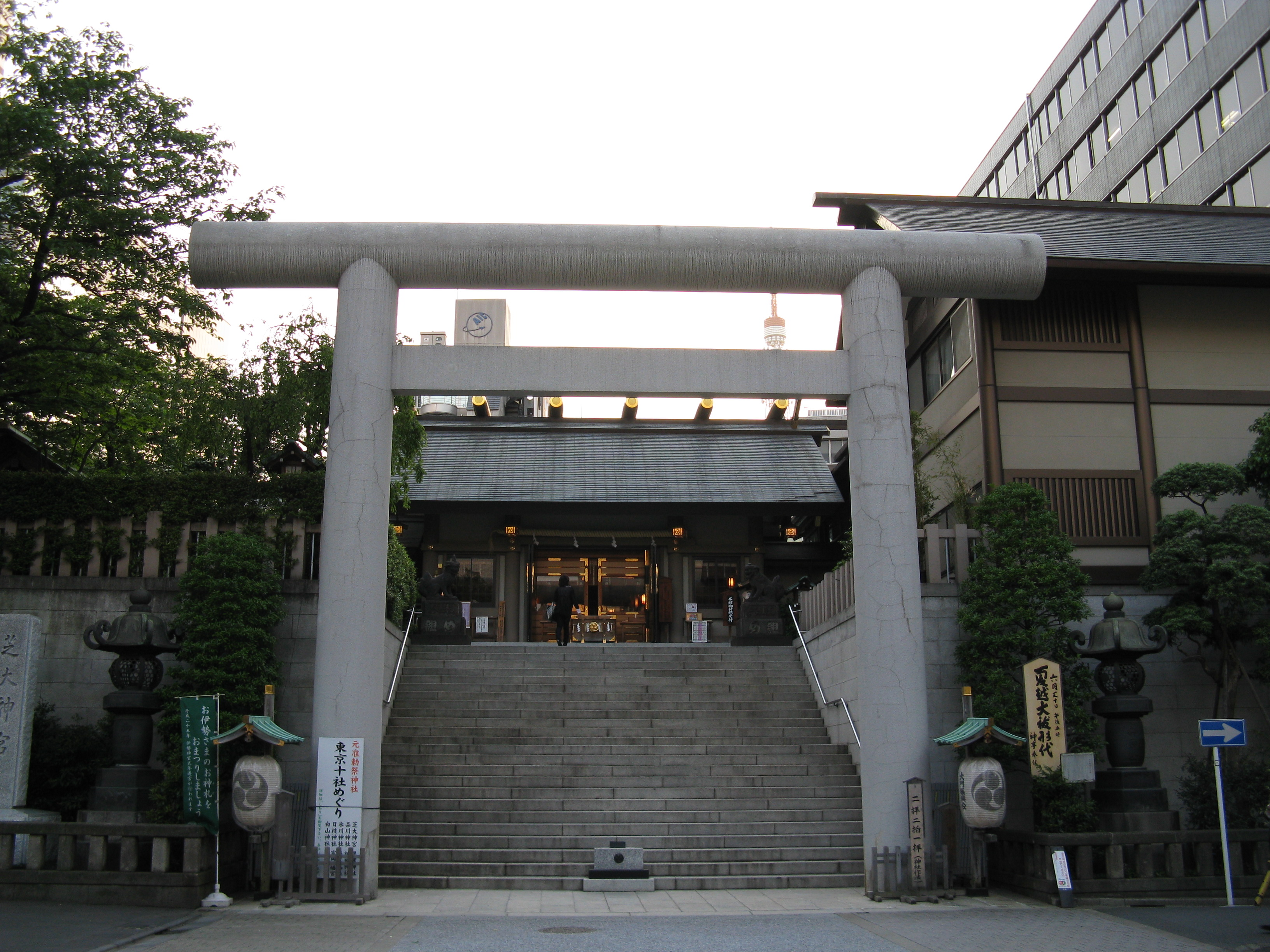